# Charles de La Bussière
Charles-Hippolyte Delpeuch de La Bussière, noto anche con lo pseudonimo di La Bussière (Parigi, 1768 – 1808), è stato un attore teatrale francese.

## Biografia
Nato a Parigi da un ufficiale nobile e povero, con il quale non andò mai d'accordo, a sedici anni, il padre lo inviò, come cadetto, nel regiment Savoy-Carignan, di base a Dunkerque, ma si allontanò rapidamente dalla carriera delle armi. Tornato a Parigi, divenne attore e interpretò, con un certo successo, ruoli di pazzo in un teatro di periferia. Fu in quel momento che semplificò il suo nome in "La Bussière", più facile da pronunciare e da ricordare.
Nel 1789, prima dell'assemblea riunita nella Chiesa di Saint-Jacques-la-Boucherie, presieduta dal vecchio ex procuratore Charier del Châtelet, il signor de La Bussière sostenne una mozione piuttosto strana, secondo la quale doveva essere inviata una delegazione al re a Versailles, affinché inviasse a Parigi 12000 soldati per ristabilire l'ordine. Questa proposta ebbe il risultato che ci si poteva aspettare: Charles-Hippolyte La Bussiere fu immediatamente appeso alla gogna dai furiosi presenti. Fu consegnato, più morto che vivo, dalle guardie francesi, ad Étienne François Gallet de Santerre, un banchiere di Parigi, che era uno dei suoi conoscenti. Fu internato alla prison de l'Abbaye e ne uscì poche settimane dopo. Il signor Gallet de Santerre pensò che fosse prudente mandare il signor de La Bussière per alcuni mesi in campagna, per dare alla gente il tempo di dimenticare questa faccenda, di cui risuonava tutta Parigi.
Charles-Hippolyte La Bussière fu poi impiegato nel Comitato di sicurezza pubblica e nel Comitato di sicurezza generale, dove prestò i migliori servizi ai prigionieri, senza tuttavia poter salvare dalla ghigliottina il suo protettore Gallet de Santerre (23 luglio 1794).
Gli piaceva criticare o mettere in ridicolo gli uomini della rivoluzione, cosa che avrebbero potuto causargli seri problemi, ma riuscì a trovare un impiego negli uffici del Comitato di sicurezza pubblica, vale a dire, al quartier generale del Terrore, dove alcuni dei suoi amici trovarono asilo.
Nella primavera del 1794, Saint-Just aveva appena creato il proprio ufficio di polizia, al secondo piano delle Tuileries. Fu qui che Charles-Hippolyte La Bussière venne impiegato, secondo alcuni, per il semplice fatto che aveva una buona calligrafia e che si presentava bene.
Inorridito dalle esecuzioni di massa, i cui dossier passavano tra le sue mani, La Bussière prese l'abitudine di andare, ogni notte, dal magistrato installato sulla Senna, con le accuse prese dal suo ufficio, e anziché consegnarle le distruggeva. Il suo direttore dell'ufficio, Fabien Pillet, non si sarebbe mai accorto di queste sparizioni.
Così, avrebbe iniziato salvando la direttrice del teatro, Mademoiselle Montansier e il suo amante, l'attore Honoré Bourdon detto de Neuville. In seguito avrebbe dichiarato di aver rimosso più di cinquanta dossier solo il 7, 8 e 9 messidoro dell'anno I del calendario repubblicano, compresi quelli dei comici della Comédie-Française, così come avrebbe gettato nella Senna 924 fascicoli di cause, dal 22 floreal (11 maggio 1794) alla caduta di Robespierre. Una volta che vennero persi i dossier delle indagini, i prigionieri vennero dimenticati nelle loro carceri e i loro nomi non apparvero più sotto gli occhi dell'accusa, pertanto si potevano trovare tra le migliaia di persone incarcerate. Con il suo operato avrebbe salvato, tra gli altri, il marchese di Villette, la famosa "Belle et Bonne" di Voltaire, Madame de Buffon, nipote del naturalista de Buffon, il conte di Talleyrand-Périgord zio del diplomatico Constantin-François de Chassebœuf de Volney precursore dell'antropologia, il banchiere svizzero Étienne Delessert, Madame de Vassy che scrisse le sue memorie di prigione, Jean-Pierre Claris de Florian scrittore iconico del suo tempo, Joseph-Alexandre de Ségur, visconte di Segur e autore drammatico che lo aveva colpito particolarmente, Madame La Fayette moglie del generale, il principe di Monaco, Delphine de Sabran vedova del Generale de Custine († 1793), in tutto 1153 persone.
Dopo la fine del termidoro, si impiegò presso il politico Louis Legendre e si occupò della liberazione degli innocenti dei quali le carceri di Parigi erano piene. Fece una breve permanenza in carcere durante il tentativo di Insurrezione del 13 vendemmiaio anno IV e poi venne dimenticato.
Sotto il Consolato, malato e disoccupato, cadde in miseria. Avvertiti della sua condizione, i Comédiens-Français organizzarono una recita il cui ricavato sarebbe andato al loro salvatore. Gli attori scelsero una commedia con molti personaggi, in modo che ognuno di loro potesse prendervi parte. La rappresentazione si svolse il 5 aprile 1803 al Théâtre de la Porte Saint-Martin, per iniziativa dell'attore Dazincourt. Venne rappresentato Hamlet di Jean-François Ducis e  Augustin et Théodore, ou les Deux pages di Nicolas Dezède. Gli attori principali furono François-Joseph Talma, Dazincourt, Fleury, Mademoiselle Raucourt e Louise Contat. Alla recita assistettero anche il Primo Console e Giuseppina di Beauharnais, che Charles-Hippolyte Labussière avrebbe salvata.
Incapace di fare economie, La Bussière dilapidò rapidamente il ricavato di questa serata. Vittima di un violento attacco di paralisi, dovette presto essere rinchiuso in un manicomio, dove morì poco dopo, completamente dimenticato.